# Gene Haas
Gene Haas (ur. 12 listopada 1952 w Youngstown) – amerykański przedsiębiorca i filantrop, przewodniczący zespołu Haas F1 w Formule 1.

## Życiorys
Gdy Gene Haas był dzieckiem jego rodzice przenieśli się do Los Angeles. Jego ojciec był projektantem szafek elektrycznych dla Hughes Aircraft Company, a jego matka była nauczycielką. Miał troje rodzeństwa. Podczas nauki w szkole podstawowej dostarczał gazety, a w wieku 14 lat rozpoczął pracę w warsztacie z maszynami obróbczymi. Po sześciu miesiącach Haas ustawiał oprzyrządowanie oraz detale na tokarkach i konwencjonalnych frezarkach. Podczas nauki w szkole średniej i college’u kontynuował pracę we wspominanym warsztacie. Po ukończeniu szkoły średniej studiował inżynierię i działalność gospodarczą na California State University (Northridge). W 1985 roku uzyskał tytuł licencjata księgowości i finansów.
W 1978 roku po trzech latach pracy jako programista przemysłowy utworzył warsztat z maszynami Proturn Engineering znajdujący się w Sun Valley, Los Angeles. W 1983 roku utworzył Haas Automation. W 1987 zaprojektował i rozwinął pierwsze pionowe centrum obróbkowe VF-1, które zostało zaprezentowane podczas International Machine Tool Show w 1988 roku. W 1999 roku utworzył organizację non-profit (Gene Haas Foundation), która wspiera programy, szczególnie w dziedzinach technicznych i inżynieryjnych w szkołach wyższych i uniwersytetach na świecie. W 2002 roku utworzył zespół Haas CNC Racing startujący w NASCAR Sprint Cup Series. W 2007 roku zbudował tunel aerodynamiczny Windshear, który był używany przez zespół Formuły 1. W 2008 roku, gdy wszedł w partnerstwo z Tonym Stewartem, powstał zespół Stewart-Haas Racing. Od 2016 roku jego zespół Haas F1 startuje w Formule 1, a sam Gene Haas pracuje na stanowisku przewodniczącego zespołu.